# الحدود السورية العراقية
الحدود السورية العراقية هي الحدود التي تربط بين الجمهورية العربية السورية وجمهورية العراق وتمتد على طول يبلغ أكثر من 599 كم حيث تمر عبر أعالي بلاد ما بين النهرين بالغة بذلك الصحراء السورية. في عام 1922 كانت تُعرف الحدود السورية العراقية باسم منطقة وذلك حسب اتفاقية سايكس بيكو لعام 1916. كانت هناك حدود تفصل بين الجمهورية السورية الأولى والمملكة العراقية حتى عام 1958، ومنذ عام 1961 تشكلت الحدود بين الجمهورية العربية السورية وجمهورية العراق. تمرُّ الحدود عبر أعالي بلاد ما بين النهرين وتصل حد الحدود العراقية–السورية–التركية الثلاثية على نهر دجلة في 37°06′22″N 42°21′26″E / 37.1060°N 42.3572°E. الحدود بين الدولتين تشمل مجموعة من المناطق من بينها الموصل، ولاية ديار بكر وولاية عثمانية من جهة ثم ربيعة والشدادي من جهة ثانية. تشمل الحدود أيضا بعضا من منطقة الفرات شمال البوكمال في سوريا ومدينة القائم في العراق.
قال أحمد مرزوق وظلال جواد في كتابهما (الحدود السياسية لبعض دول جوار العراق) "اعتمدت عملية تخصيص منطقة الحدود بين العراق وسورية إلى الاتفاقية الفرنسية والبريطانية في 23 كانون الأول عام 1920 وتم فيها تحديد حدود نفوذ الانتداب البريطاني في العراق بعد ضم الموصل ونفوذ الانتداب الفرنسي في سوريا إلا أن خط الحدود كان يمر في وسط جبل سنجار ويقسمها على شطرين ونظراً لمطالبة الحكومة العراقية بضم جبل سنجار كله عند النظر بقضية الحدود العراقية السورية فأجرى استفتاء عام 1932 حول هذا الموضوع وكانت النتيجة بجانب العراق على ضم جبل سنجار إلى العراق في 5 آب عام 1933 لذلك أصبح خط الحدود يبدأ من قرية خانك السفلى وينتهي جنوب خط التنف حيث ملتقى الحدود مع الأردن".
في ظل الحرب التي دارَتْ في سوريا والعراق، أصبحت الكثير من الحدود تحت سيطرة الدولة الإسلامية في العراق والشام (داعش) خاصة في عام 2014، وعلى الرغم من أن الجزء الشمالي لا يزال ضمن سيطرة الأكراد إلا أن هناك حدود جديدة شُكلت بين منطقة الإدارة الكردية في شمال سوريا وكردستان العراق.

## المخافر الحدودية

بعض المخافر الحدودية بين الدولتين

على جانبَي حدود الدولتين مخافر حدودية، منها 58 مخفراً عراقياً، و113 مخفراً سورياً.
| مخفر حدود شيبانة    |
| مخفر حدود سروت      |
| مخفر حدود ربيعة     |
| مخفر حدود النضال    |
| مخفر نورحاجي        |
| مخفر الدوكجي        |
| مخفر الرطبة         |
| مخفر جابر غامض      |
| مخفر تل صفوك        |
| مخفر حدود عرباطة    |
| مخفر حدود توصين     |
| مخفر حدود زين القوس |
| مخفر حدود الجزيرة   |
| مخفر حدود أم الرؤوس |
| مخفر حدود الشيلية   |
| مخفر الخابور        |
| مخفر وادي كيعيبان   |
| مخفر الأردن         |
| مخفر الرويشدية      |
| مخفر طريبيل         |
| مخفر 1 حزيران       |

| مخفر حدود عين عرنة |
| مخفر الجيل         |
| مخفر أم جريص       |
| مخفر وادي المجرسي  |